# Maeve Jinkings
Maeve Jinkings (sinh ngày 4 tháng 8 năm 1976) là một nữ diễn viên người Brazil.

## Tuổi thơ
Jinkings được sinh ra tại Brasilia, thủ đô của Brazil, con gái của một thương gia và một phóng viên ảnh. Năm lên 5 tuổi, cô cùng mẹ chuyển đến Belém, Pará, nơi cô lớn lên và tốt nghiệp ngành Truyền thông xã hội. Khi cô 22 tuổi, cô đến São Paulo để học kịch tại CPT (Centro de Pesquisa Teatral -Center for Theater Research) do đạo diễn Antunes Filho đứng đầu. Cô cũng đã được chấp thuận tại EAD - Escola de Arte Dramática (Trường Nghệ thuật Sân khấu) của Đại học São Paulo.
Cô là người Brazil gốc Phi, với một số tổ tiên người Anh từ ông ngoại của cô.

## Sự nghiệp
Trải nghiệm đầu tiên của Jinkings trong điện ảnh là trong bộ phim truyện năm 2007 ′ Falsa Loura của Carlos Reichenbach. Năm 2009, cô làm một bộ phim ngắn, Passageira S8º, trong Recife. Đột phá của cô là vào năm 2011, với Âm thanh hàng xóm, do Kleber Mendonça Filho đạo diễn. Cô sẽ làm việc với Mendonça Filho một lần nữa trong Bảo Bình. Với sản phẩm năm 2012 Amor Plástico e Barulho, cô đã giành giải Nữ diễn viên xuất sắc nhất trong Liên hoan phim de Brasília lần thứ 46 và Liên hoan phim Brazil ở Toronto. Jinkings cũng từng làm cộng tác viên trong các bộ phim Sem Coração và Big Jato.
Lần đầu tiên cô xuất hiện trên truyền hình là vào năm 2015, trong telenovela A Regra do Jogo của  Rede Globo.